# Aristeidae
Aristeidae Wood-Mason, 1891 é uma família de camarões pertencentes à superfamília Penaeoidea.
Possuem pedúnculos oculares com tubérculos nas margens internas; sulcos cervicais estendendo-se até ou próxima da linha média dorsal da carapaça; endópodes do segundo par de pleópodes dos machos com um apêndice masculino e apêndice interno, mas não apresentam projeção lateral (por este carácter diferem tanto dos peneídeos, como dos solenocerídeos); duas artrobrânquias bem desenvolvidas dos dois lados do penúltimo segmento torácico.

## Géneros
A família Aristeidae compreende os seguintes géneros:
- Aristaeomorpha Wood-Mason, 1891
- Aristaeopsis Wood-Mason, 1891
- Aristeus Duvernoy, 1840
- Austropenaeus Pérez Farfante et Kensley, 1997
- Hemipenaeus Bate, 1881
- Hepomadus Bate, 1881
- Parahepomadus Crosnier, 1978
- Plesiopenaeus Bate, 1881
- Pseudaristeus Crosnier, 1978